# Epinomis
Epinomis (řecky Eπινομίς) nebo také Noční sněm je jeden z Platónových dialogů, jehož název v překladu znamená „Dodatek k zákonům”. Řeší se v něm otázka, v Zákonech nedořešená, kterým učením se člověk může stát moudrým.

## Dramatické postavy
- Athénský host
- Kleinias z Kréty
- Megillos z Lakedaimonu

## Autenticita
Autenticita Epinomidy byla zpochybněna už ve starověku. První zmínka o tom je obsažena u Diogena Laertia, který zmiňuje jistého Fillipose z Opúntu. Píše:
| „ | Někteří praví, že Fillipos z Opúntu přepsal jeho (Platónovy) Zákony, jež byly na vosku ; tohoto je prý i Epinomis. | “ |